# Culture serbe
 (avril 2018).
 (avril 2018).

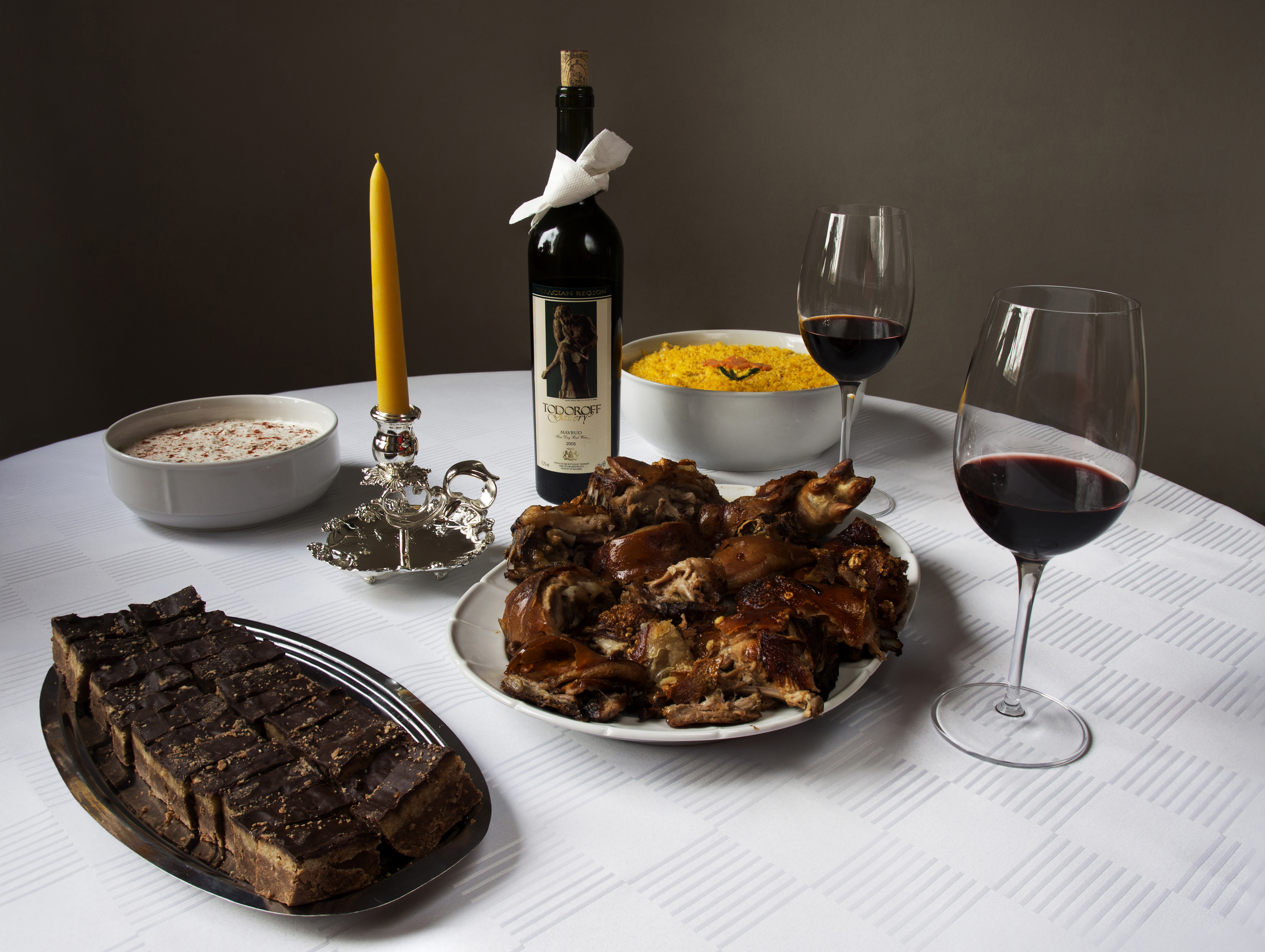
Repas de Noël en Serbie : porc grillé, salade olivier (également nommée salade russe), salade tzatzíki, pâtisserie bajadera et vin rouge

La culture de la Serbie, pays d'Europe du Sud-Est, désigne d'abord les pratiques culturelles observables de ses habitants (7 500 000, estimation 2017).
La notion de Culture serbe (en serbe : Српска култура et Sprska kultura) se rapporte à la culture de la Serbie et, plus généralement, à celle de tous les Serbes vivant sur le territoire de l'ex-Yougoslavie et ailleurs dans le monde (voir diaspora serbe). Elle a subi une forte influence de la part de la tradition, notamment dans les arts, dans l'artisanat et dans la musique. Cette culture traditionnelle s'est formée au Moyen Âge, via l'influence de l'Empire byzantin et celle de l'Église orthodoxe. Lors des cinq siècles de la présence ottomane, elle a été préservée dans les traditions familiales (voir Slava) et dans les monastères, tout en continuant de se développer dans les régions contrôlées par les Habsbourg (voir confins militaires) et la république de Raguse (voir Monténégro). Au début du XIXe siècle, après le premier et le second soulèvements serbes contre les Turcs, elle a connu un nouvel essor avec une importante influence de la culture occidentale. Cette occidentalisation ultrarapide fut grandement due à l'importante minorité serbe de l'empire d'Autriche qui modernisa l'appareil d'État au cours du XIXe siècle. Après 1945 et la république fédérale socialiste de Yougoslavie, elle a subi l'influence du titisme via son programme d'autogestion, le titisme, régime de type socialiste, avait la particularité d'être ouvert vers l'extérieur, elle continua donc à recevoir simultanément, l'influence de la culture occidentale, tout en conservant une forte imprégnation de sa culture traditionnelle orthodoxe.

## Langues, peuples, cultures

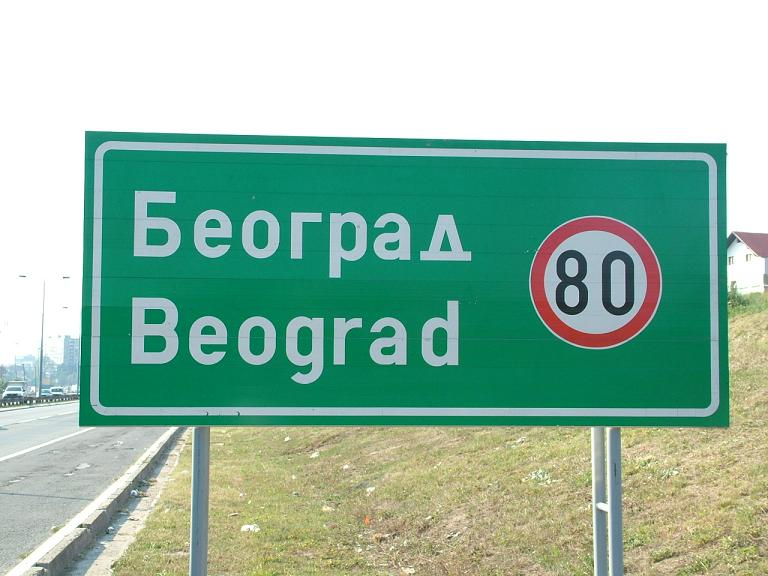
Signalisation routière double avec texte cyrillique transcrit en alphabet latin, en Serbie

### Langues
- Langues en Serbie, Langues de Serbie
- Serbe, langue officielle nationale
- Langues minoritaires reconnues, et officielles par province ou par municipalité : hongrois, slovaque, roumain, croate, ruthène/rusyn
- Autres langues minoritaires
  - albanais, aroumain, bulgare, chtokavien (bunjevac), ékavien, iékavien, ikavien, tchèque
  - romani
- Langue des signes yougoslave
- Langues étrangères : anglais, allemand, français
- Langues de Voïvodine (en)
- Langues minoritaires de Serbie (en)
- Langues slaves, Slavistique

La constitution de 2006 fait du serbe la langue officielle de la Serbie (article 10).
Même si les linguistes utilisent encore le terme de serbo-croate pour définir la langue parlée en Serbie, au Monténégro, en Bosnie-Herzégovine et en Croatie, officiellement le serbo-croate n'existe plus, chaque pays nommant sa langue serbe, bosniaque ou croate. Les locuteurs de ces diverses langues se comprennent spontanément, sans traducteur ; la séparation et la définition de ces langues est donc historique et politique. En revanche, d'une langue à l'autre, on peut noter des différences partielles dans le lexique ou la morphologie (certaines conjugaisons ou déclinaisons varient).
Il y a surtout une différence d'alphabet : il est cyrillique et latin en Serbie, au Monténégro et dans la république serbe de Bosnie, mais seulement latin en Croatie et dans la fédération croato-musulmane de Bosnie-Herzégovine. En Serbie proprement dite, le serbe s'écrit ainsi avec deux alphabets, l'alphabet cyrillique et l'alphabet latin. Le cyrillique est utilisé par les journaux de référence comme Politika ; les journaux en alphabet latin sont des journaux plus généralistes et populaires, comme Blic ; il caractérise aussi des journaux d'opposition ou progressistes comme Danas. L'administration serbe, quant à elle, privilégie l'alphabet cyrillique, tout en utilisant aussi l'alphabet latin. Le cyrillique est également l'alphabet officiel du Patriarcat de Serbie.

### Peuples
- Groupes ethniques en Serbie
- Diaspora serbe, Diaspora serbe (rubriques)
- Immigration en Serbie
- Expatriation en Serbie
- Crise migratoire en Europe (2010-)

## Traditions

### Religion
- Religion en Serbie, Religion en Serbie (rubriques)
- Christianisme en Serbie (80-90 %), Christianisme en Serbie (rubriques)
  - Orthodoxie en Serbie (70-84,8 %), Orthodoxie en Serbie (rubriques)
    - Église orthodoxe serbe, Église orthodoxe serbe (rubriques)

  - Église catholique en Serbie (4-5 %), Catholicisme en Serbie (rubriques)
    - Conférence épiscopale internationale des saints Cyrille et Méthode
    - Couvents, monastères

  - Protestantisme en Serbie (4-6 %), Protestantisme en Serbie (rubriques)
    - Église évangélique slovaque de la confession d'Augsbourg en Serbie
    - Église évangélique slovaque et maison paroissiale à Bački Petrovac
    - Église réformée de Vrbas calviniste
    - Église grecque-catholique serbo-monténégrine
    - Néoapostolisme
- Autres spiritualités
  - Islam en Serbie (3,7 %, ou davantage, (280 000-500 000)
  - Judaïsme en Serbie (1400-2500), Histoire des Juifs en Serbie, Shoah en Serbie, Musée historique juif de Belgrade
  - Congrès européen des religions ethniques, Néopaganisme
- Irréligion (3-5 %), agnosticisme, athéisme, indifférence, prudence…
- Liberté religieuse en Serbie
- Philotheos (journal) (en)

### Symboles
- Armoiries de la Serbie, Drapeau de la Serbie
- Bože Pravde, hymne national de la Serbie
- Héraldique serbe (en)
- Šajkača, couvre-tête masculin national
- Salut à trois doigts

### Folklore et Mythologie
- Mythologie slave, Mythologie slave (rubriques)
- Personnages de la mythologie slave
  - Roussalka
- Créatures fantastiques de la mythologie slave
  - Supernatural beings in Slavic folklore (en)
  - Vampire folklore by region (en), Dhampire

### Fêtes
- Fêtes et jours fériés en Serbie (en)
- Vidovdan
- Noël et Nouvel An : Badnjak, Bojitch, Nouvel An orthodoxe, Slava

En Serbie, les jours fériés dont définis par la loi sur les fêtes nationales et autres fêtes en république de Serbie (en serbe : Zakon o državnim i drugim praznicima u Republici Srbiji). Les fêtes suivantes sont observées sur tout le territoire national :

## Société
- Serbes
- Société serbe, Société serbe (rubriques)
- Personnalités serbes
- Personnalités de la franc-maçonnerie serbe

### Famille
- Genre
  - Histoire LGBT en Serbie (en), Droits LGBT en Serbie
- Femmes, Histoire des femmes en Serbie
- Naissance
- Noms
- Enfance
- Jeunesse
- Sexualité
- Union maritale
- Emploi
- Vieillesse
- Mort
- Funérailles

### Éducation
- Système éducatif en Serbie, Éducation en Serbie (rubriques)
- Pédagogues serbes
- Matica srpska (1826)
- Liste der Universitäten in Serbien (de)
  - Réseau des universités de la mer Noire (en)
- History of legal education in Serbia (en)
- Liste des pays par taux d'alphabétisation
- Liste des pays par IDH

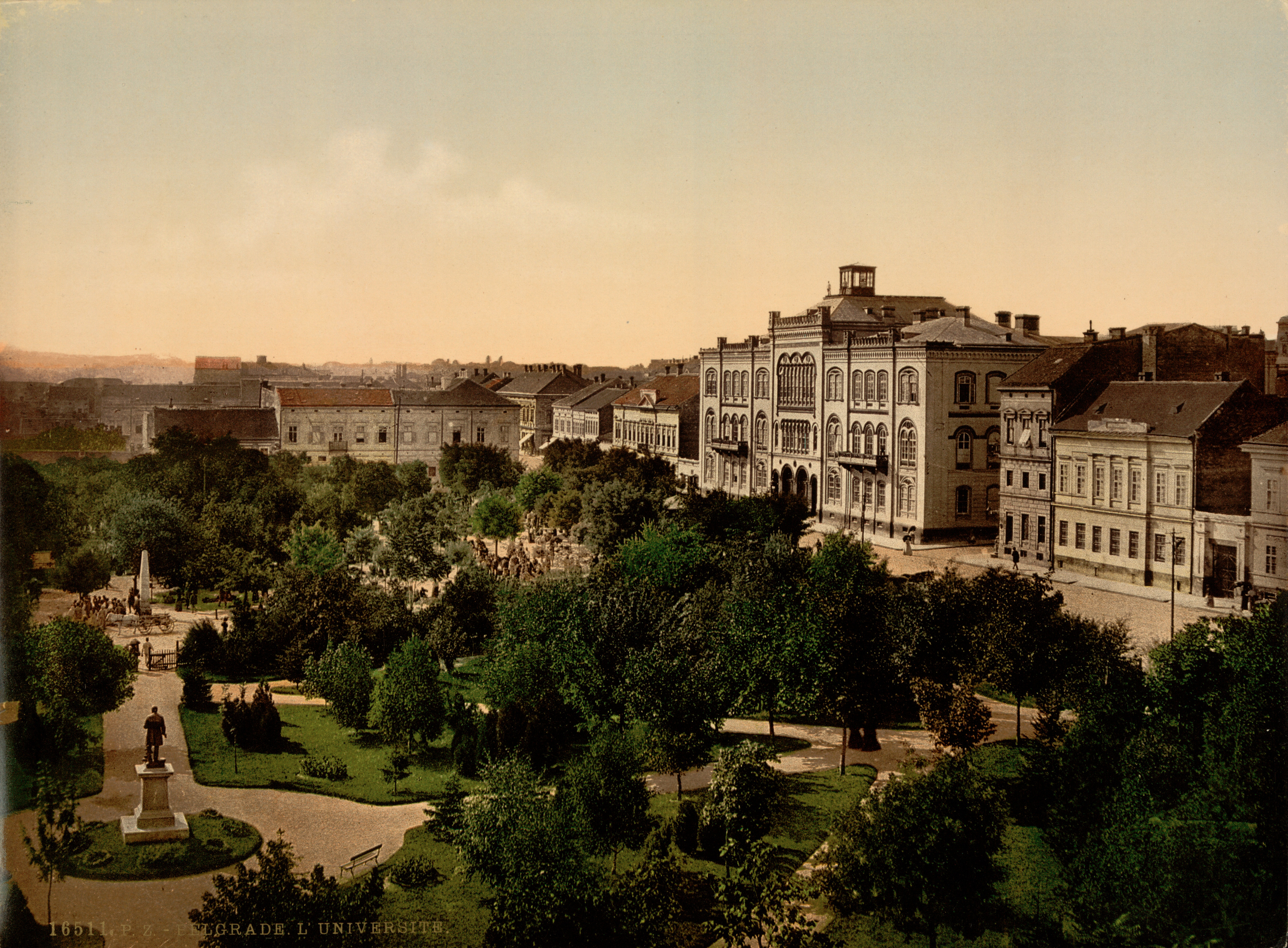
Photographie de l'université de Belgrade en 1890

Les débuts du système éducatif serbe remontent aux XIeet XIIe siècle, avec la création des premiers collèges catholiques à Titel et à Bač), en Voïvodine. L'éducation prit également son essor avec la fondation de nombreux monastères orthodoxes serbes, comme ceux de Sopoćani, de Studenica ou du patriarcat de Peć. La première université de Serbie a été fondée à Belgrade en 1808, au moment de la première révolte contre les Turcs ; créée sous le nom de Haute école ou Grande école (en serbe : Велика школа et Velika škola), est le précurseur de l'actuelle université de Belgrade. En revanche, la plus ancienne faculté située à l'intérieur des frontières actuelles de la Serbie a été fondée en 1778 à Sombor, qui faisait alors partie de l'empire d'Autriche ; elle était connue sous le nom de Norma et constituait le premier collège slave de professeurs en Europe du Sud. L'actuel système éducatif serbe est régi par le ministère serbe de l'Éducation.

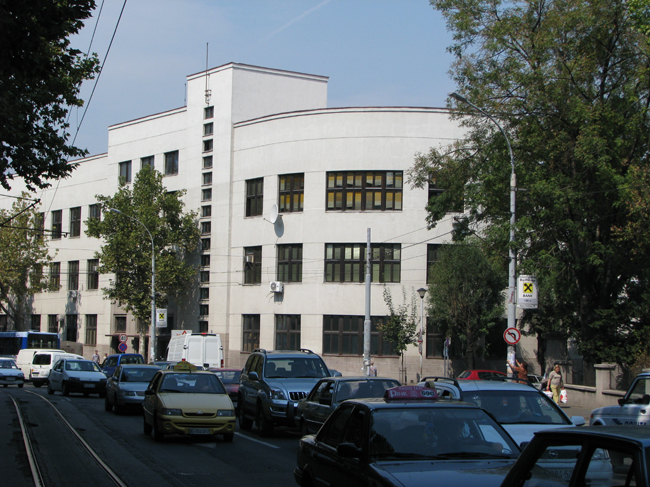
Le « Premier lycée », à Belgrade

En Serbie, l'instruction commence à l'école maternelle à partir de 3 ans. Puis, à partir de 6 ou 7 ans, vient l'école élémentaire (en serbe : основна школа et osnovna škola), pour une durée de huit ans, école élémentaire qui, grosso modo, correspond à l'école élémentaire et au collège français (jusqu'à la fin de la Quatrième). Au terme de ces huit années, une bifurcation s’opère. Certains élèves s'orientent vers le Lycée (en serbe : гимназија et gimnazija nom qui lui vient des célèbres gymnases antiques : l'Académie, le lycée et le cynosarge), où ils suivent des études générales en quatre ans, avec un début de spécialisation entre les langues et les sciences sociales d'une part et les mathématiques et les sciences naturelles d'autre part. À l'issue des études secondaires, d'autres élèves s'orientent vers une école professionnelle (en serbe : стручна школа et stručna škola), qui tout en assurant un enseignement général offrent un enseignement plus spécialisé ; les études dans ces écoles durent elles aussi quatre ans. D'autres, enfin, entrent dans une école « vocationnelle » (en serbe : занатска школа et zanatska škola) ; les études n'y durent que trois ans et elles sont plus spécialisées, notamment dans les domaines du commerce et de l'artisanat.
Les études supérieures s'effectuent dans des écoles supérieures, dans les facultés des universités serbes ou encore dans les diverses Académies d'art. Les « écoles supérieures » (en serbe : виша школа et viša škola) proposent des études supérieures courtes, en deux ans, à peu à la manière des colleges américains. La Serbie possèdent plusieurs universités, parmi lesquelles on peut citer l'université de Belgrade, l'université de Niš, l'université de Kragujevac et l'université de Novi Sad. Le cursus universitaire s'est récemment adapté au processus de Bologne, qui met en place un système à trois niveaux, licence, master, doctorat. La Serbie possède également de nombreux établissements d'enseignement supérieur privés.

### Science
- Scientifiques serbes
  - Nikola Tesla (1856-1943)
  - Mihailo Pupin (1858-1935)

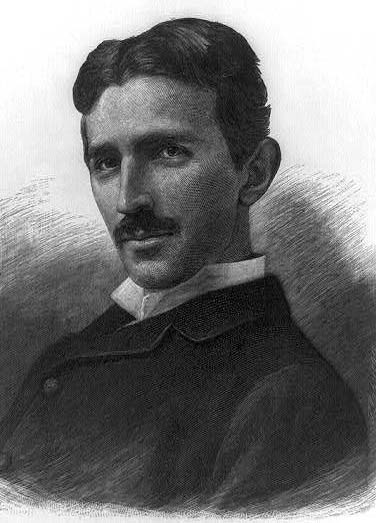
Le savant serbe Nikola Tesla

  - Mileva Einstein, née Marić (1875-1948)
  - Milutin Milanković (1879-1958)
  - Teodor Atanacković (1945-)
- Science en Serbie (rubriques)
- Institut des sciences nucléaires de Vinča
- Observatoire astronomique de Belgrade
- Institute for Balkan Studies (Serbia) (en)
- Serbian Astronomical Journal

### Droit
- Droit serbe, Droit en Serbie (rubriques)
- Droits de l'homme en Serbie
- Droits LGBT en Serbie
- Syndicalisme en Serbie
- Criminalité en Serbie (en)
- Corruption en Serbie (en)
- Mafia serbe

### État
- Histoire de la Yougoslavie (1945-1992), Guerres de Yougoslavie (1991-2001)
- Histoire de la Serbie, Histoire de la Serbie (rubriques)
- Politique en Serbie, Politique en Serbie (rubriques)
- Yougo-nostalgie
- List of wars involving Yugoslavia (en)
- List of wars involving Serbia (en)
- List of massacres in Serbia (en)
- 1930-1945
  - Génocide contre les Serbes dans l'État indépendant de Croatie (1941-1945)
  - Shoah en Serbie sous occupation allemande
  - Camp de concentration de Banjica
- 1990-2000
  - Insurgency in Kosovo (1995–98) (en)
  - 1991 protests in Belgrade (en)
  - Terrorism in Serbia (en)
- Depuis 2000
  - 5 octobre 2000 en Serbie
  - Manifestations serbes de 2008
  - Belgrade anti-gay riot (en) (2010)

## Arts de la table

### Cuisine(s)
- Cuisine serbe, Cuisine serbe (rubriques)
- Régime méditerranéen, Cuisine méditerranéenne (rubriques)
- Cuisine des Balkans (rubriques), Balkan cuisine (en)
- Cuisine croate (rubriques), cuisine croate
- Cuisine bosnienne (rubriques)
- Cuisine albanaise (rubriques), cuisine albanaise
- Cuisine macédonienne, Cuisine macédonienne (rubriques)
- Cuisine monténégrine
- Kosovan cuisine (en), Cuisine turque
  - Ajvar, Djuwetsch, Kokoreç, Chou farci, Pogača
  - Fromages : Yaourt, Sirene, Kajmak, fromages serbes (en), Šar (en), pule
  - Douceurs : Baklava
- Festivals de nourriture : Kobasicijada (en), Leskovac Grill Festival (en)

Les plats serbes sont en grande partie composés de viandes de toutes sortes.
- Gibanica : pâte feuilletée légèrement cuite mélangée avec du fromage et des œufs. Cela devient le burek si on y ajoute de la viande hachée et des oignons, la zeljanica avec des épinards ou bien la krompiruša avec des pommes de terre.
- Ćevapčići : petites boulettes de viande de bœuf, cuits au feu de bois et servis avec des oignons. La même présentation se fait avec les pljeskavice, hamburger national fait de viande de bœuf et de porc.
- Sarma : feuilles de vigne très fines ou feuilles de choux contenant de la viande de bœuf et du riz. Les punjene paprike les accompagnent souvent car ce sont des poivrons farcis à la viande hachée.
- Čorba : soupes de légumes assez relevées et riches de morceaux de viande (mouton, poulet ou porc, selon la région).
- Medenijaci : gâteaux au miel
- Burek : pâte feuilletée fourrée au fromage ou à la viande haché de bœuf ou de porc.
- Pljeskavica : hamburger serbe composé d'une mixture d'agneau et de bœuf parfois au porc grillée avec des oignons.

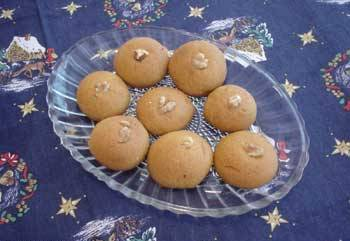
Medenijaci, gâteaux au miel
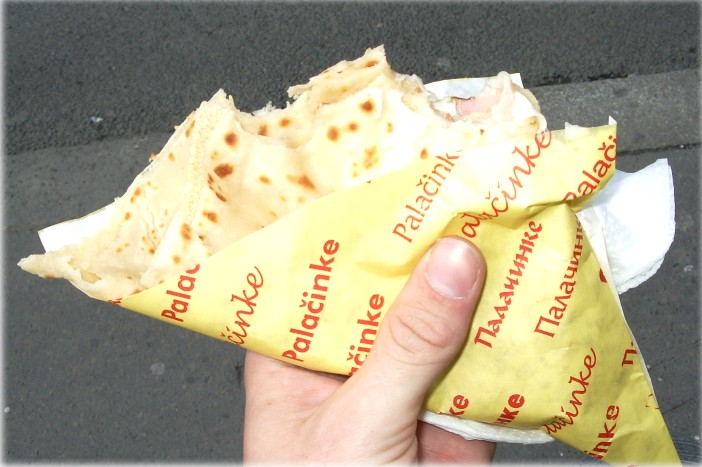
Palačinke - Les crêpes
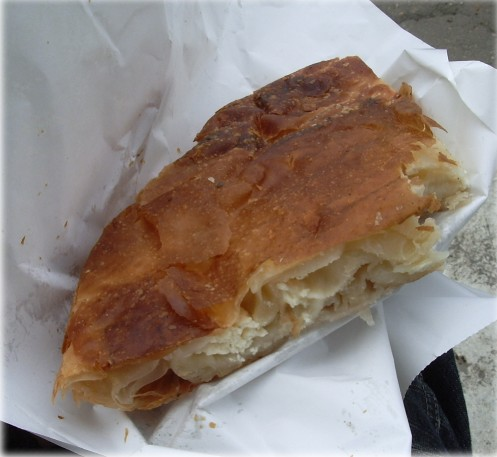
Burek avec fromage

### Boissons
- Boissons serbes
- Thé, café, CoffeeFest (en), Coffee culture in former Yugoslavia (en)
- Eau minérale, Knjaz Miloš Aranđelovac (KMA)
- Babeurre, Ayran
- Jus de fruits
- Boissons gazeuses
- Boza, Kvas
- Guarana (drink) (en)
- Bière, Beer in Serbia (en), Festival de la bière de Belgrade
- Vin, Viticulture en Serbie
- Alcools
  - Rakija, Slivovitz, Vinjak
  - Pelinkovac (en), Komovica (en), Gorki list (en)

## Santé
- Santé, Santé publique, Protection sociale
- Santé en Serbie (en), Santé en Serbie (rubriques)
- Medicines and Medical Devices Agency of Serbia (en)
- Drogues en Serbie
- Généralités : Liste des pays par taux de tabagisme, Liste des pays par taux de natalité, Liste des pays par taux de suicide

### Sports

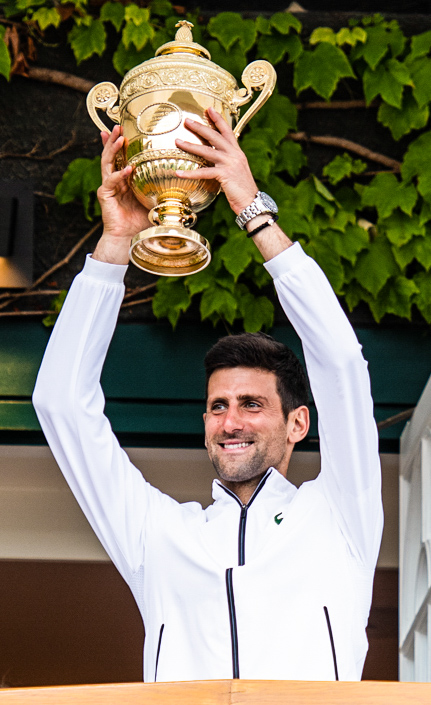
Le joueur de tennis Novak Djokovic

- Sport en Serbie, Sport en Serbie (rubriques)
- Sportifs serbes
- Sportives serbes
- Serbie aux Jeux olympiques
- Serbie aux Jeux paralympiques
- Équipe de Serbie de basketball

- Ana Ivanović, joueuse de tennis
- Jelena Janković, joueuse de tennis
- Novak Djokovic, joueur de tennis
- Janko Tipsarević, joueur de tennis
- Peja Stojakovic, joueur de basketball
- Vladimir Radmanovic, joueur de basketball
- Vlade Divac, joueur de basketball
- Nenad Krstic, joueur de basketball
- Dragan Džajić, joueur de football
- Dragan Stojković, joueur de football
- Siniša Mihajlović, joueur de football
- Dejan Stanković, joueur de football

### Arts martiaux
- Arts martiaux en Serbie
- Liste des arts martiaux et sports de combat
- Boxe, Karaté, Judo
- Real Aikido

### Yougoslavie (1945-1992)
- Sport en Yougoslavie, Sport en Yougoslavie (rubriques)
- Sportifs yougoslaves, Sportives yougoslaves
- Yougoslavie aux Jeux olympiques

### Autres
- Échecs

## Média
- Média en Serbie, Média en Serbie (rubriques)
- Télécommunications en Serbie (en), Télécommunications en Serbie (rubriques)
- Journalistes serbes
- Censure en Serbie

### Presse écrite
- Presse écrite en Serbie, Presse écrite en Serbie (rubriques)
- Liste de journaux en Serbie
- Liste de magazines en Serbie (en)
- List of Serbian-language journals (en)

### Radio
- Radio en Serbie, Radio en Serbie (rubriques)
- Radio-télévision de Serbie

### Télévision
- Télévision en Serbie, Télévision en Serbie (rubriques)
- RTV Pink

### Internet (.rs)
- Internet en Serbie (en), Internet en Serbie (rubriques)
- Blogueurs serbes
- Sites web serbes
- Press Reader[8] (Bulac/Inalco)

## Littérature

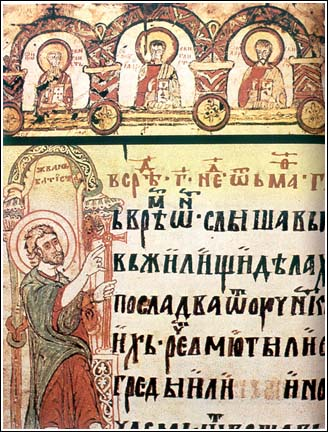
L'Évangile de Miroslav, conservé au Musée National

- Littérature serbe, Littérature serbe (rubriques)
- Chronologie de la littérature serbe[9], article de Jovan Deretić, Revue des études slaves, 1984
- Écrivains serbes
- Serbian manuscripts (en)
- Association of Writers of Serbia (en)
- Association of Writers of Republika Srpska (en)
- Œuvres littéraires serbes
  - The Journal of Čarnojević (en) (1920)
  - La Chronique de Travnik (1942)
  - Le Pont sur la Drina (1945)
  - Chez les Hyperboréens (1966)
  - Le Dictionnaire khazar (1984)
- List of academic journals published in Serbia (en)
- Festivals littéraires : Krokodil Literary Festival (en), International Novi Sad Literature Festival (en)
- Prix littéraires en Serbie
- Foire internationale du livre de Belgrade
- Archives de Serbie, Archives de Yougoslavie, Archives historiques de Belgrade

Le début de la littérature serbe correspond à l'introduction de l'alphabet cyrillique par les saints Cyrille et Méthode aux IXe siècle. Parmi les textes médiévaux, on retiendra un texte écrit en alphabet glagolitique datant XIe siècle, qui traite des Soins aux blessures, ainsi qu'un texte politique et religieux du XIIe siècle, l'Évangile de Miroslav (en serbe : Мирослављево Јеванђеље et Miroslavljevo Jevanđelje), qui évoque Miroslav, prince du Hum et frère de Stefan Nemanja. Ce manuscrit, qui date de 1180 et qui est conservé au musée national de Serbie, a été inscrit en 2005 sur la liste Mémoire du monde de l'UNESCO,.
Pendant la période turque, du XIVe siècle au XVIIIe siècle, la littérature serbe se caractérise par son lyrisme épique.
Dès le XVIIIe siècle, l'écrivain Dositej Obradović (1742-1811) renonça au slavon, la « langue savante », et choisit d'utiliser le serbe comme langue littéraire. Les Serbes le considèrent comme le premier grand auteur ayant écrit dans la langue de leur pays.
Au XIXe siècle, l'écrivain et le linguiste Vuk Stefanović Karadžić modernise la langue serbe et pose ainsi les fondations de la littérature moderne ; il est l'auteur du slogan : « Écris comme tu parles » (en serbe « Пиши као што говориш »).
Parmi les auteurs du XIXe siècle, on peut citer Branko Radičević, Petar II Petrović-Njegoš, Đura Jakšić et Jovan Jovanović Zmaj et, parmi ceux du XXe siècle, Ivo Andrić, Miloš Crnjanski, Meša Selimović, Dobrica Ćosić, Danilo Kiš et Milorad Pavić (1929-), aujourd'hui Milan Rakić, Jovan Dučić, Desanka Maksimović, Miodrag Pavlović et Vasko Popa (1922-1991).

### Littérature contemporaine
Les Serbes sont particulièrement amateurs de théâtre. Joakim Vujić (1806-1856) est le réformateur du théâtre serbe contemporain. En 1835, il rénove le style Knjažesko-srbski teatar à Kragujevac. Parmi les autres figures du théâtre serbe on peut citer Jovan Sterija Popović, au XIXe siècle, et Branislav Nušić (1864-1938), au XXe siècle. Depuis 1967, se tient à Belgrade le festival du BITEF. Parmi les théâtres les plus importants du pays, on peut signaler le Théâtre national, le Théâtre dramatique yougoslave ou encore l'Atelier 212, tous trois situés à Belgrade. Novi Sad possède également une scène de premier plan, le Théâtre national serbe. Parmi les hommes et femmes de théâtre serbe, on peut citer Bojan Stupica (1910-1970), le fondateur du Théâtre dramatique yougoslave ; en tant qu'architecte, il a dessiné la nouvelle salle de l'Atelier 212. Mira Trailović (1924-1989) et Jovan Ćirilov (1931-2014), tous deux dramaturges et metteurs en scène, sont les fondateurs du BITEF. Parmi les auteurs dramatiques contemporains, on peut signaler Dušan Kovačević (1948-) et Biljana Srbljanović (1970-).
Quelques noms : Bora Cosic (1932-), Mirko Kovač...

## Artisanat
- Arts appliqués, Arts décoratifs, Arts mineurs, Artisanat d'art, Artisan(s), Trésor humain vivant, Maître d'art
- Artisanats par pays, Artistes par pays

Les savoir-faire liés à l’artisanat traditionnel relèvent (pour partie) du patrimoine culturel immatériel de l'humanité.
Mais une grande partie des techniques artisanales ont régressé, ou disparu, dès le début de la colonisation, et plus encore avec la globalisation, sans qu'elles aient été suffisamment recensées et documentées.

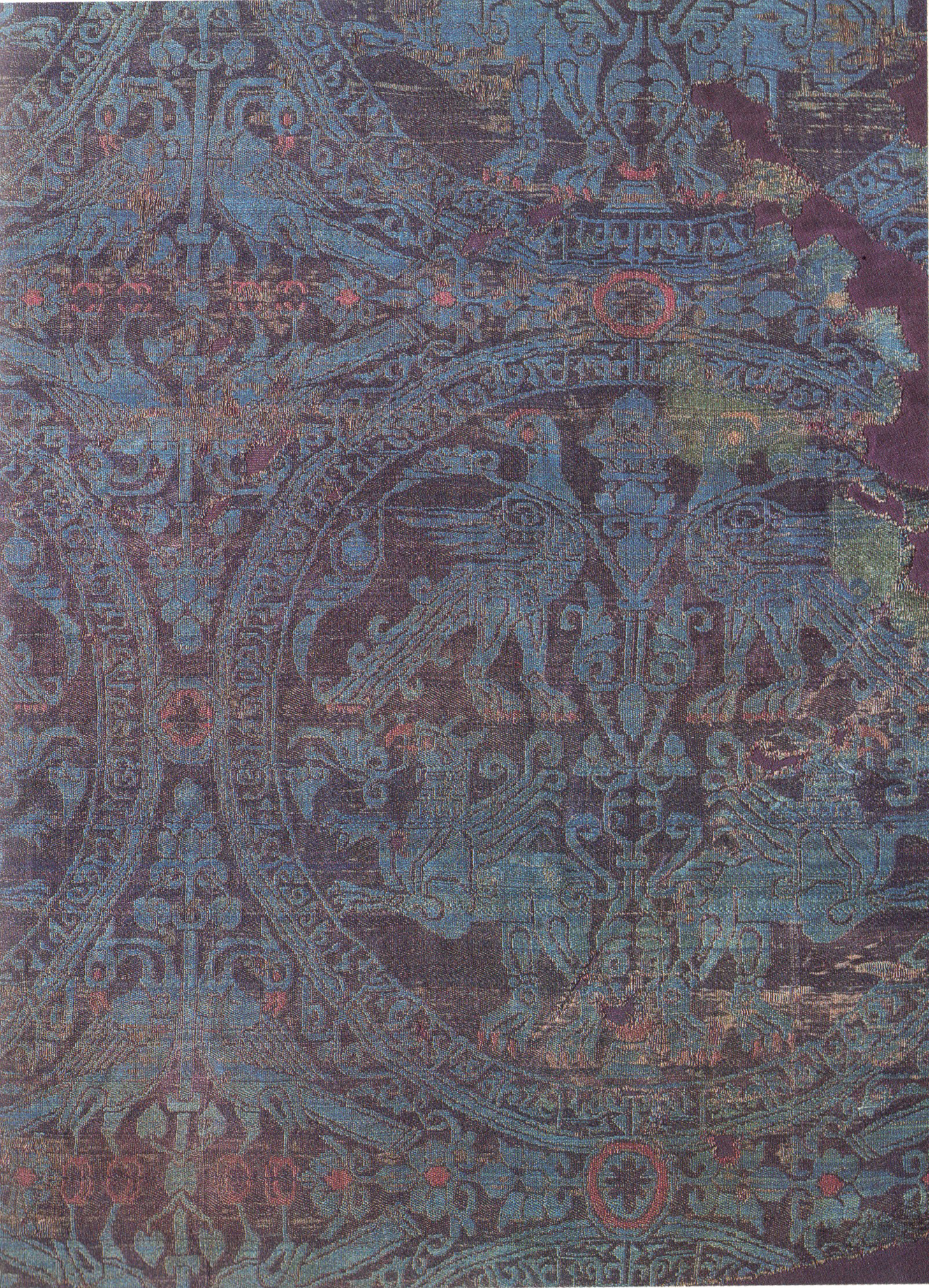
Tissu de soie serbe, 1000-1330
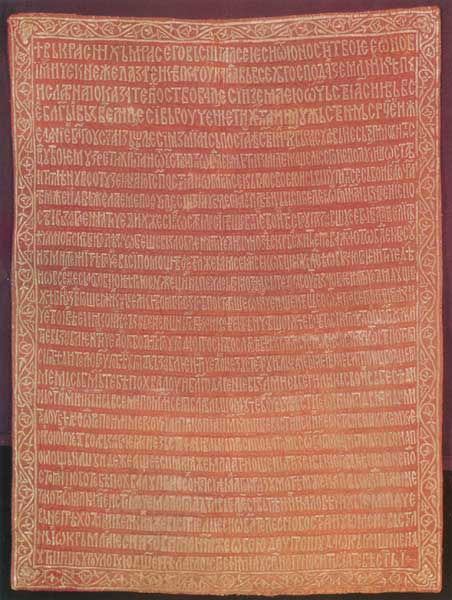
Broderie de Jefimija, Éloge du prince Lazar, vers 1400
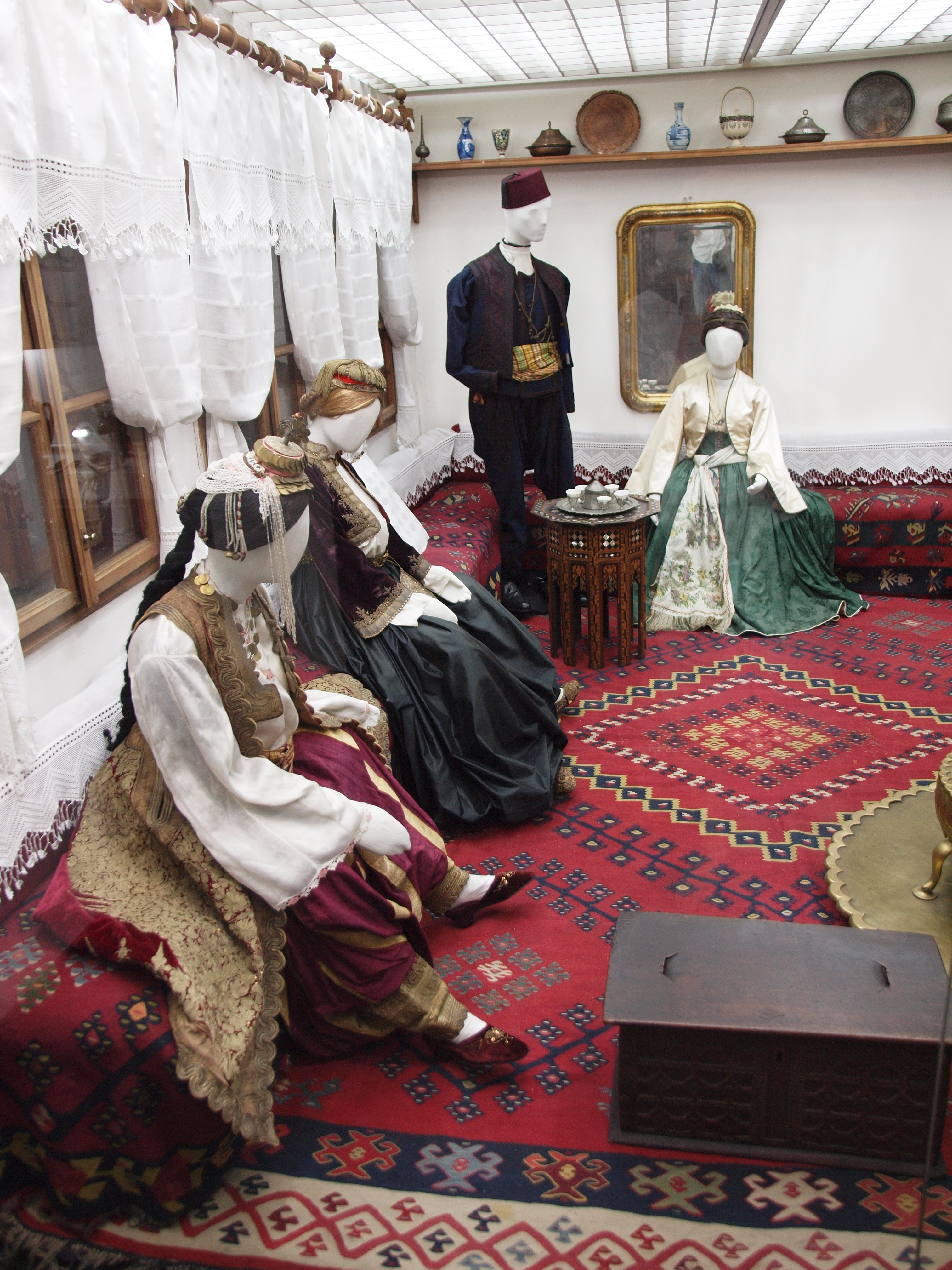
Kilim de Pirot et intérieur serbe, Musée Ethnographique

### Arts graphiques
- Calligraphie, Enluminure, Gravure, Origami

### Design
- Designers serbes

### Textiles
- Art textile, Arts textiles, Fibre, Fibre textile, Design textile
- Mode, Costume, Vêtement, Confection de vêtement, Stylisme
- Technique de transformation textile, Tissage, Broderie, Couture, Tricot, Dentelle, Tapisserie,
- Stylistes serbes

### Cuir
- Maroquinerie, Cordonnerie, Fourrure

### Papier
- Papier, Imprimerie, Techniques papetières et graphiques, Enluminure, Graphisme, Arts graphiques, Design numérique

### Bois
- Travail du bois, Boiserie, Menuiserie, Ébénisterie, Marqueterie, Gravure sur bois, Sculpture sur bois, Ameublement, Lutherie

### Métal
- Métal, Sept métaux, Ferronnerie, Armurerie, Fonderie, Dinanderie, Dorure, Chalcographie

### Poterie, céramique, faïence
- Mosaïque, Poterie, Céramique, Terre cuite

### Verrerie d'art
- Arts du verre, Verre, Vitrail, Miroiterie

### Joaillerie, bijouterie, orfèvrerie
- Lapidaire, Bijouterie, Horlogerie, Joaillerie, Orfèvrerie

### Espace
- Architecture intérieure, Décoration, Éclairage, Scénographie, Marbrerie, Mosaïque
- Jardin, Paysagisme

## Arts visuels
- Arts visuels, Arts plastiques

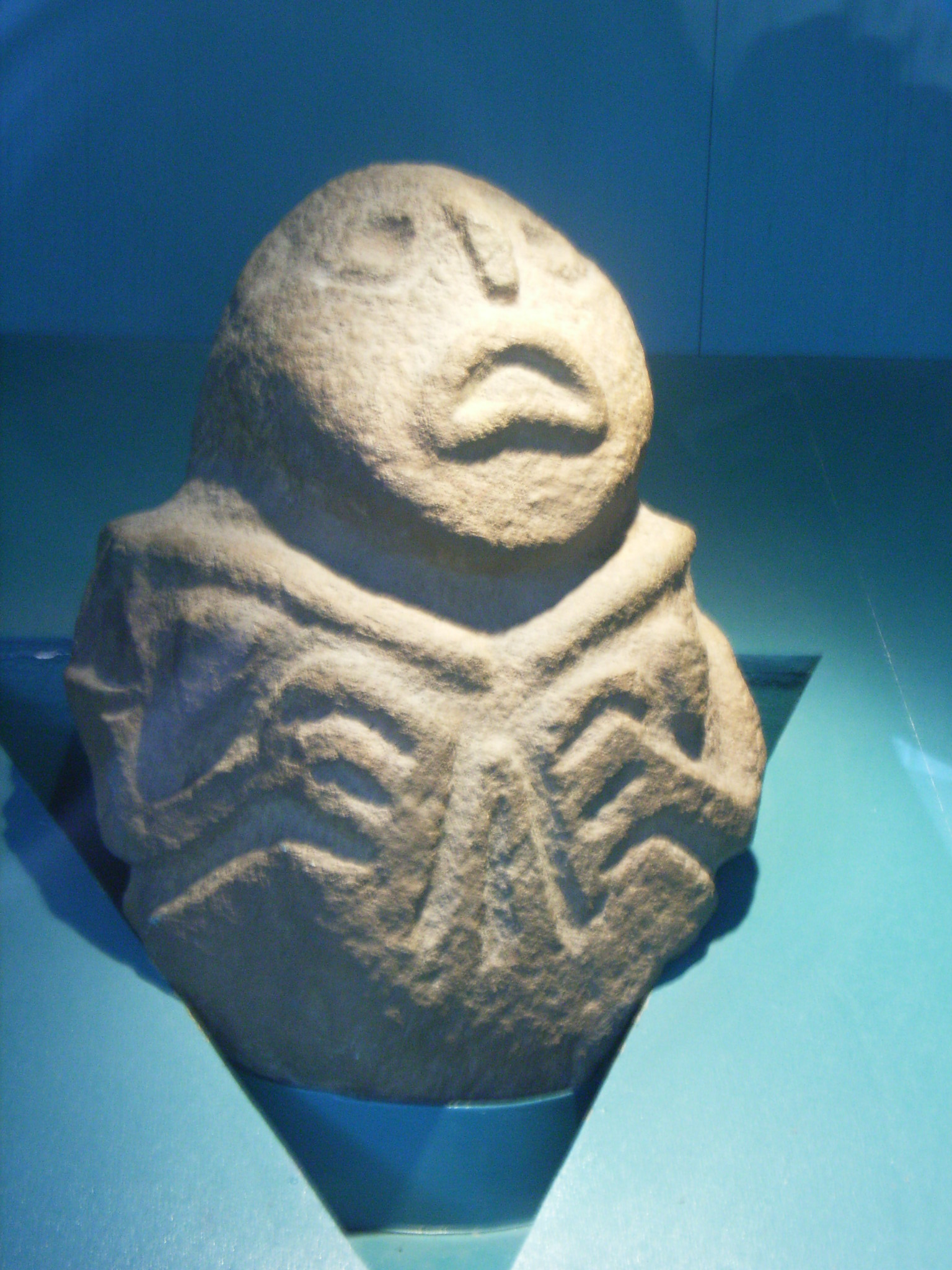
« Dieu-poisson » de Lepenski Vir

- Art en Serbie, Art en Serbie (rubriques)
- Art serbe (en)
- Écoles d'art en Serbie
- Artistes serbes
- Artistes contemporains serbes
- Artistes par nationalité
- Musées d'art en Serbie
- Patrimoine culturel de Serbie
- Zénitisme (en) (années 1920)
- Signalisme (années 1960)

### Préhistoire, Antiquité
Sur le territoire de la Serbie, il existe plusieurs sites d'installation humaine préhistorique, la vallée de la Morava étant un lieu de passage naturel pour l'homme entre l'Europe et l'Asie Mineure (Turquie). Le site paléolithique le plus célébré en Serbie est celui de Lepenski Vir. Il existe en Serbie plusieurs sites datant de l'Empire romain et de l'Empire byzantin, la ville de Sirmium romaine puis byzantine, Gamzigrad sur la liste du patrimoine mondial de l'UNESCO et Justiniana Prima sont les sites incontournables.
- Sites archéologiques d'importance exceptionnelle en Serbie

### Moyen Âge

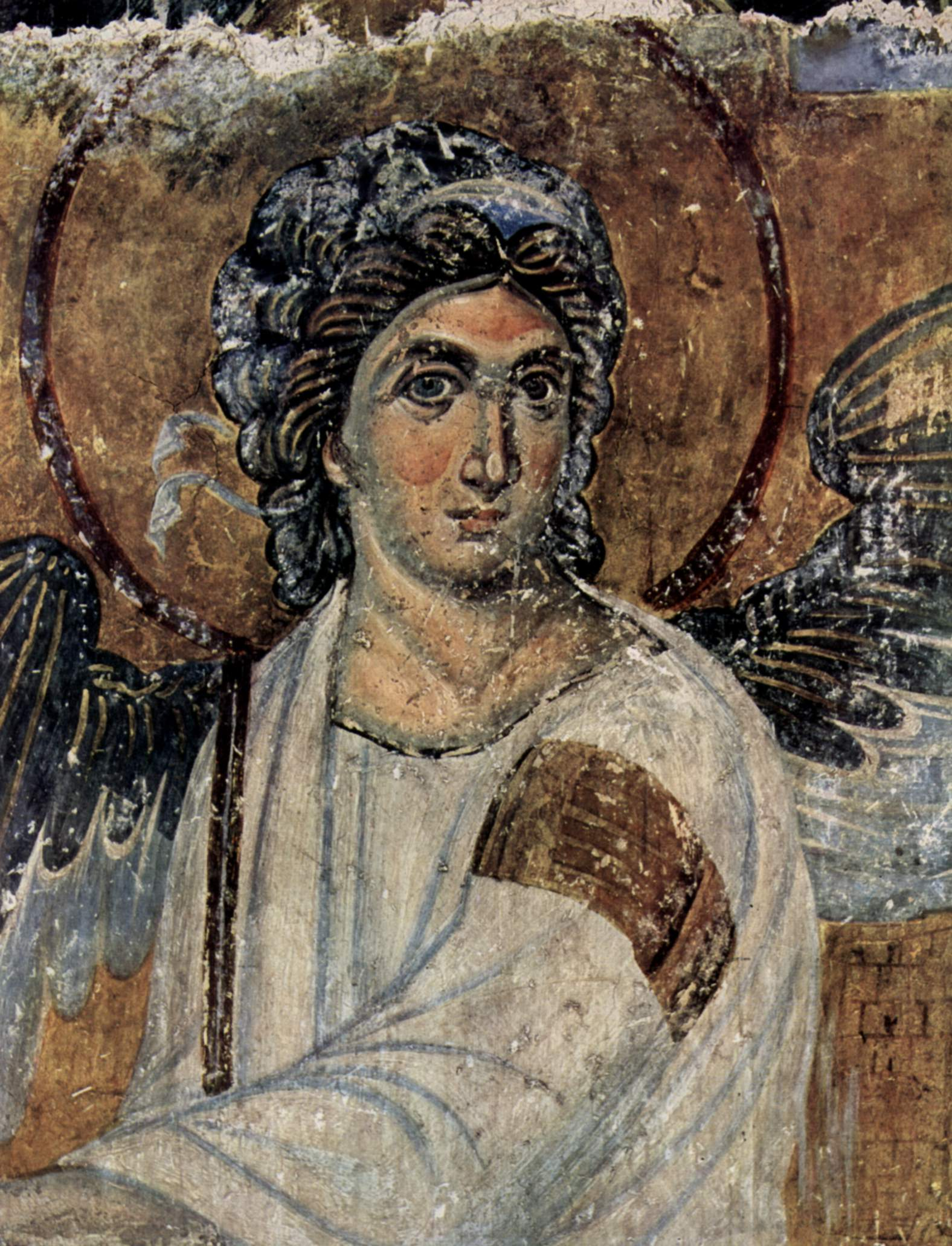
Détail de la Fresque de l'Ange blanc, dans l'église du monastère de Mileševa

De tous les monuments serbes du Moyen Âge, les plus nombreux sont les églises et les monastères. Ils sont pour la plupart ornés de fresques, décrivant la vie des souverains serbes ou des scènes de la vie des Saints, notamment ceux de l'Église orthodoxe serbe. Sur le plan architectural, l'œuvre la plus originale de l'art serbe est le monastère de Studenica (1190), qui a servi de modèle pour les monastères de Mileševa, de Sopoćani et de Visoki Dečani. L'une des œuvres majeures de la peinture serbe médiévale est sans doute la Fresque de l'Ange blanc du monastère de Mileševa ; caractéristique de la « période latine » de l'art byzantin, elle a été exécutée par des peintres grecs anonymes, venus de Constantinople, de Nicée et de Thessalonique.

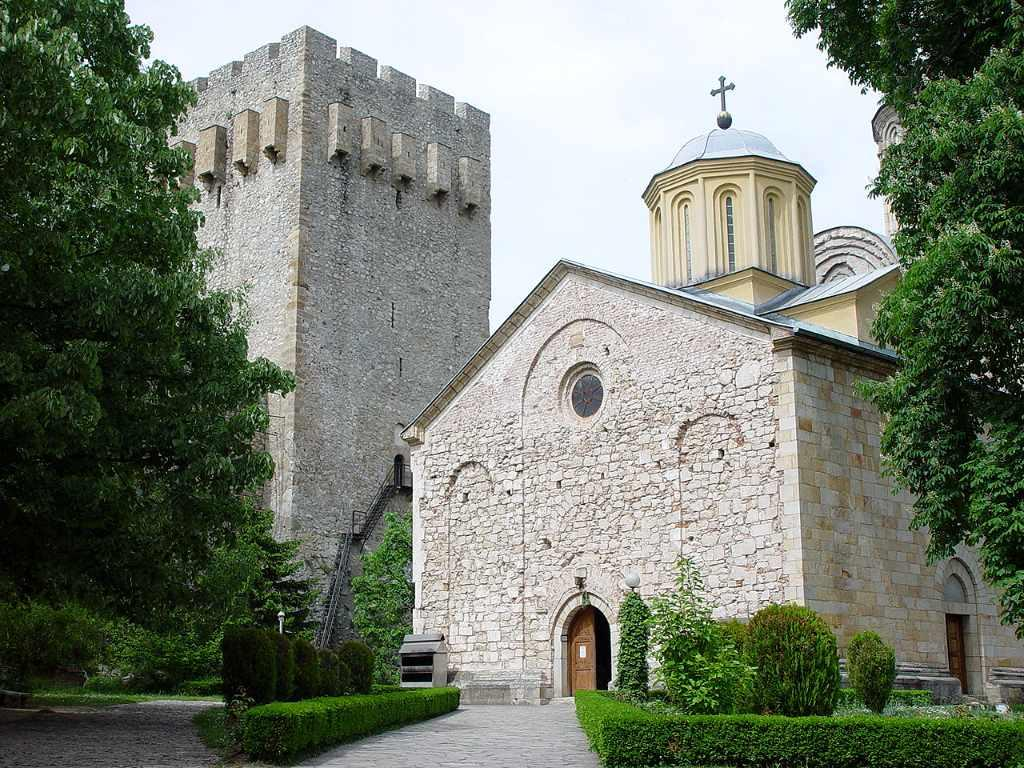
Le monastère fortifié de Manasija, près de Despotovac

L'art de l'icône est un des éléments culturels principaux de la Serbie médiévale.
L'influence de l'art des romains d'orient devient après la prise de Constantinople par les croisés en 1202, prépondérante. En effet, les artistes byzantins ont abandonné Constantinople car les croisés faisaient peu d'état de l'art, préférant piller la ville plutôt que de créer de nouvelles œuvres. Une partie d'entre eux trouva refuge en Serbie où ils étaient très recherchés pour leurs qualités par la noblesse serbe et l'église orthodoxe serbe, l'exil des artistes grecs permis aux artistes serbes d'acquérir leurs techniques. Cette influence grecque est perceptible à l'Église de la Vierge de Leviša et aux monastères de Staro Nagoričino et Gračanica, tous classés sur la Liste du patrimoine mondial en péril de l'UNESCO en raison des destructions commises par les musulmans kosovars albanais lors des troubles de 2004 au Kosovo.
Le monastère de Visoki Dečani a été construit entre 1330 et 1350 ; il a été réalisé dans le style roman, donc d'influence latine. Ses murs sont couverts de portraits qui décrivent des épisodes du Nouveau Testament. Derrière l'iconostase de l'église, se trouve le sarcophage du roi Stefan Uroš III Dečanski.

### Temps modernes et période contemporaine

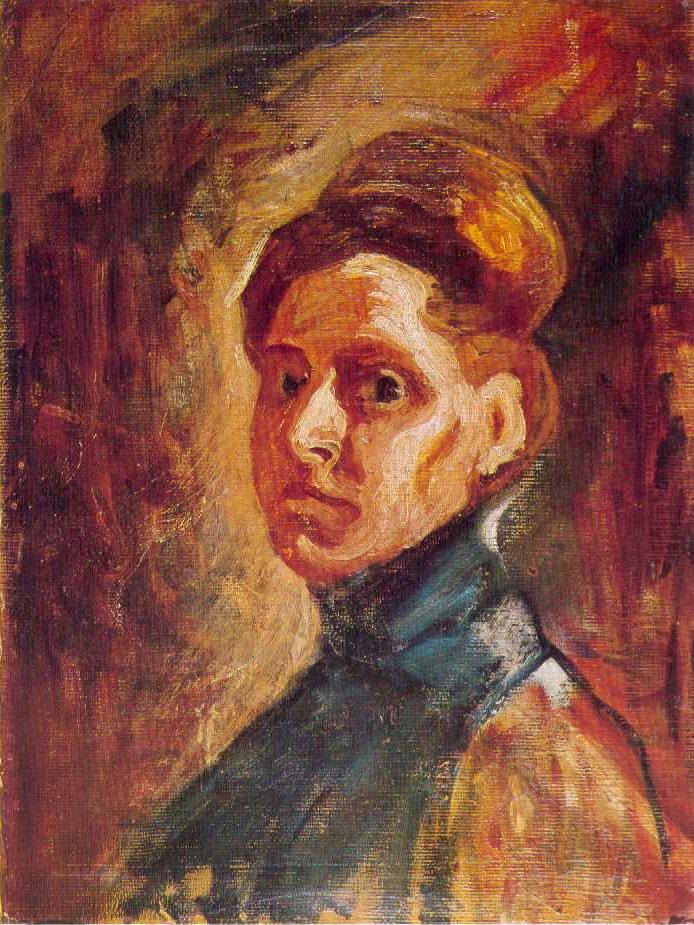
Nadežda Petrović, Autoportrait, 1907, musée national de Serbie

Beaucoup d'artistes serbes du XIXe siècle, ont effectué leurs études en France et en Allemagne. Ils ont alors été influencés par le style avant-gardiste. Parmi les artistes du début du XXe siècle, on peut Nadežda Petrović, dont le style est caractéristique du fauvisme et Sava Šumanović, influencé par le cubisme. Le XXe siècle a connu d'autres peintres de premier plan comme Milan Konjović, Marko Čelebonović, Petar Lubarda, Miodrag Djuric (Dado), Vladimir Veličković et Mića Popović. Le musée national de Serbie possède une importante section consacrée à la peinture yougoslave, et notamment à la peinture serbe ; elle comprend plus de 6 000 œuvres du XVIIe siècle au XXe siècle.
La Serbie est également réputée pour ses peintres naïfs, comme Janko Brašić, Sava Sekulić, Martin Jonaš et Zuzana Halupova. La ville de Jagodina, dans la Serbie centrale possède important Musée d'art naïf ; on peut également signaler le musée d'art naïf de Kovačica.

### Dessin
- Dessinateurs serbes
- Graveurs serbes, Gravure par pays
- Illustrateurs serbes
- Affichistes serbes
- Auteurs serbes de bande dessinée, Bande dessinée serbe
- Salon international de la caricature de Zemun
- Mosaïque de paille

### Peinture
- Peinture en Serbie, Peinture en Serbie (rubriques)
- Peintres serbes, Liste de peintres serbes

### Sculpture
- Sculpture en Serbie, Sculpture en Serbie (rubriques)
- Sculpteurs serbes, Liste de sculpteurs serbes

### Architecture
- Architecture en Serbie, Architecture en Serbie (rubriques)
- Architectes serbes
- Architecture serbe
- Urbanisme en Serbie (rubriques)
- École moravienne

### Photographie
- Photographie en Serbie, Photographie en Serbie (rubriques)
- Photographes serbes

### Graphisme
- Graphisme en Serbie, Graphisme en Serbie (rubriques)
- Graphistes serbes

## Arts du spectacle

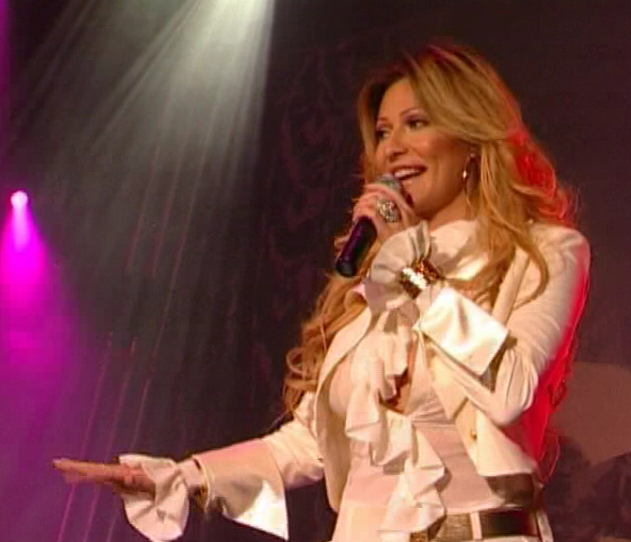
Svetlana Ražnatović, dite Ceca, en concert à Ušće en 2006

- Spectacle vivant, Performance, Art sonore
- Arts de performance en Serbie

### Musique
- Musique par pays, Musique improvisée, Improvisation musicale
- Musique traditionnelle
- Musique serbe, Musique serbe (rubriques)
- Musiciens serbes, Compositeurs serbes
- Chant choral serbe
- Chanteurs serbes, Chanteuses serbes
- Écoles de musique par pays, École de musique en Serbie
- Œuvres de compositeurs serbes, Opéras serbes
- Musique yougoslave (1945-1992)
  - Punk yougoslave, Nouvelle vague musicale yougoslave
  - Popular music in the Socialist Federal Republic of Yugoslavia (en)
- Hip-hop serbe, Turbo folk
- Musique traditionnelle, classique, contemporaine, populaire / urbaine
- Musique des Balkans
- Festivals de musique en Serbie
  - Festival international de musique de Belgrade, Festival EXIT (Novi Sad)
- Récompenses de musique en Serbie

Belgrade accueille chaque année un Festival international de musique (BEMUS) ; consacré essentiellement à la musique savante, il a accueilli des formations internationales, comme l'orchestre philharmonique de Vienne ou les orchastres philharmoniques de Los Angeles, Berlin, Saint-Pétersbourg et Munich ; il a également invité l'Academy of St Martin in the Fields ou le Kronos Quartet et des artistes comme Herbert von Karajan et Zubin Mehta, Mstislav Rostropovich et Mischa Maisky, Sviatoslav Richter et Martha Argerich, Yehudi Menuhin et Maxime Venguerov.
La musique traditionnelle reste populaire en Serbie, comme en témoigne le succès du Festival international de trompette de Guca. La musique serbe traditionnelle se retrouve sur la scène internationale dans les chansons de
Emir Kusturica & The No Smoking Orchestra et de Goran Bregović. Ils utilisent également des éléments serbes folkloriques comme des éléments de la musique des Tziganes serbes. En jazz, Bojan Z utilise la même base pour ses chansons.
Dans les dernières décennies, dans toutes les Balkans on trouve un nouveau genre appelé turbo-folk. C'est un mélange culturel dans la scène musicale. On trouve des éléments serbes folkloriques, orientaux et des éléments de la musique tzigane. Le turbo-folk a évolué d'un genre « folklorique » en un pop dans la façon balkanique. Dans les dernières décennies, elle a été revisitée par le turbo-folk, dont la chanteuse Svetlana Ražnatović, veuve de Željko Ražnatović, dit Arkan, est une égérie. Parmi les groupes de rock célèbres, on peut citer Riblja Čorba,Ekatarina Velikaou bien Bajaga i instruktori. La Serbie est également présente sur la scène du hip-hop international, avec le groupe Beogradski Sindikat ou encore, plus récemment, avec le groupe VIP et avec des rappeurs comme Škabo et Marčelo et, surtout, avec le label Bassivity Music. Sur le plan de la variété, Marija Šerifović a remporté le Concours Eurovision de la chanson 2007 et, à ce titre, Belgrade organisera le Concours Eurovision de la chanson 2008.

### Danse
- Danse en Serbie, Danse en Serbie (rubriques)
- Liste de danses, Catégorie:Danse par pays
- Liste de(s) danses nationales (en)
- Liste de danses populaires, ethniques, régionales par origine (en)
- Danse traditionnelle, moderne
- Danse contemporaine
- Danseurs serbes, Danseuses serbes
- Liste de compagnies de danse et de ballet
- Danse en Yougoslavie (1945-1992), Danse en Yougoslavie (rubriques)
- Liste de chorégraphes contemporains, Chorégraphes serbes
- Serbian dances (en), Kolo (danse)
- Festivals de danse en Serbie
- Récompenses de danse en Serbie
- Patinage artistique en Serbie (rubriques)

### Théâtre
- Improvisation théâtrale, Jeu narratif
- Théâtre serbe, Théâtre serbe (rubriques), Théâtre yougoslave (rubriques)
- Dramaturges serbes
- Metteurs en scène serbes, Liste de metteurs en scène serbes
- Pièces de théâtre serbes
- Salles de théâtre, Liste de salles de théâtre en Serbie (en) :
  - Atelier 212, Théâtre dramatique yougoslave de Belgrade, Théâtre dramatique de Belgrade, Opéra et théâtre Madlenianum, Théâtre national (Belgrade), Théâtre Zvezdara, Boško Buha Theatre (en), Đumrukana (en), Terazije Theatre (en), Knjaževsko-srpski teatar, Kult Teatar (en)
  - Théâtre de la jeunesse de Novi Sad, Théâtre de Novi Sad, Théâtre national de Niš, Théâtre national serbe de Novi Sad, Théâtre national de Zrenjanin
- Troupes ou compagnies :
- Festivals de théâtre :
  - Festival international de théâtre de Belgrade, Festival d'été de Belgrade, Festival international du monodrame et de la pantomime
  - JoakimFest, JoakimInterFest
- Récompenses de théâtre : Anneau avec la figure de Joakim Vujić, Statuette de Joakim Vujić, Dobričin prsten (en), Žanka Stokić award (en)
- Performance (art) : Maga Magazinović (1882-1968), Marina Abramović (1946-), Katalin Ladik (1942-), Gabrijel Savić Ra (1978-), Nela Antonović, Lidija Antonović, Predrag Radovančević

### Autres scènes: marionnettes, mime, pantomime, prestidigitation
Les arts mineurs de scène, arts de la rue, arts forains, cirque, théâtre de rue, spectacles de rue, arts pluridisciplinaires, performances manquent encore de documentation pour le pays …
Pour le domaine de la marionnette, la référence est : Arts de la marionnette en Serbie, sur le site de l'Union internationale de la marionnette UNIMA).
- Marionnettistes serbes : Živomir Joković, Vera Ignjatović, Branislava Stanišić, Jovan Kovačev
- Théâtre de marionnettes Pinokio
- La Maslenitsa est une forme de carnaval pour les Slaves orientaux, reprenant divers thèmes de leur mythologie.
- Vertep serbe (en)

### Cinéma

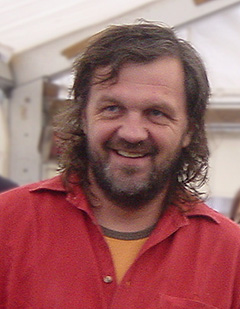
Emir Kusturica

- Cinéma serbe, Cinéma serbe (rubriques)
- Animation par pays, Cartoon
- Réalisateurs serbes, Scénaristes serbes, Monteurs serbes
- Acteurs serbes, Actrices serbes
- Films serbes, Liste de films serbes (en)
  - Films documentaires serbes
  - Films d'animation serbes
- Cinéma yougoslave, Cinéma yougoslave (rubriques) (1945-1992), Archives du film yougoslave de Belgrade
- Cinémathèque, Liste de films yougoslaves (en)
- Festivals et récompenses de cinéma : Cinema City (film festival) (en), Žanka Stokić award (en)

Le cinéma serbe est l'un des plus importants d'Europe et il figure assurément parmi les meilleurs en Europe du Sud et en Europe centrale. Avant 1945 il n'a produit que 12 longs métrages. Après la Seconde Guerre mondiale, il s'est fait connaître sur la scène internationale, avec les réalisateurs Goran Marković, Aleksandar Petrović, Dušan Makavejev, Slobodan Šijan, Goran Paskaljević. Le réalisateur serbe le plus célèbre est Emir Kusturica, qui a obtenu deux palmes d'or au Festival de Cannes pour les films Papa est en voyage d'affaires en 1985 et Underground en 1995. Pendant le tournage de La vie est un miracle (2004), dans lequel la ligne de chemin de fer du Huit de Šargan (en serbe : Шарганска осмица et Šarganska osmica) joue un rôle essentiel, il a particulièrement apprécié la région de Mokra Gora ; il y a fait bâtir le « village en bois » de Küstendorf ; en janvier 2008, s'y est déroulé le premier Festival international du film de Küstendorf. Depuis 1971, Belgrade accueille un important Festival du film (en serbe : Београдски међународни филмски фестивал et Beogradski međunarodni filmski festival, FEST). L’essentiel de l’industrie du cinéma serbe se trouve à Belgrade.
Parmi les acteurs renommés de la première moitié du XXe siècle, on peut citer Ilija Stanojević (1859-1930), qui, en 1911, réalisa également le premier film muet de Serbie, ou encore Žanka Stokić et Dobrica Milutinović, et, dans la « nouvelle vague serbe », Miodrag Petrović Čkalja, Pavle Vujisić, Zoran Radmilović, Danilo Bata Stojković, Dragan Nikolić, Milena Dravić, Velimir Bata Živojinović, Ljubiša Samardžić, Mira Banjac, Bora Todorović, Miki Manojlović, Lazar Ristovski et Mirjana Karanović.

### Autres
- Vidéo, Jeux vidéo, Art numérique, Art interactif
- Jeux vidéo développés en Serbie
- Culture alternative, Culture underground

## Tourisme
- Tourisme en Serbie, Tourisme en Serbie (rubriques)
- Sur WikiVoyage
- Conseils aux voyageurs pour la Serbie :
  - France Diplomatie.gouv.fr
  - Canada international.gc.ca
  - CG Suisse eda.admin.ch
  - USA US travel.state.gov

## Patrimoine
- Patrimoine culturel de Serbie
- Entités spatiales historico-culturelles de Serbie
- Institut pour la protection du patrimoine de la république de Serbie

### Musées et autres institutions
- Liste de musées en Serbie
- Bibliothèques en Serbie
- Archives de Serbie, Archives de la République serbe (de Bosnie)

Le programme Patrimoine mondial (UNESCO, 1971) a inscrit (au 12/01/2016) : Liste du patrimoine mondial en Serbie.

### Liste représentative du patrimoine culturel immatériel de l’humanité
Le programme Patrimoine culturel immatériel (UNESCO, 2003) a inscrit dans sa liste représentative du patrimoine culturel immatériel de l'humanité :
- 2014 : La Slava, célébration de la fête du saint patron de la famille[23]
- 2017 : Le kolo, danse traditionnelle[24]
- 2018 : Le chant accompagné au gusle[25]

### Registre international Mémoire du monde
Le programme Mémoire du monde (UNESCO, 1992) a inscrit dans son registre international Mémoire du monde (au 10/01/2016) :
- 2003 : Archives de Nikola Tesla (1856-1943)[26].
- 2005 : L'Évangile de Miroslav - manuscrit datant de 1180[27].
- 2015 : Le télégramme de la déclaration de guerre austro-hongroise en Serbie le 28 juillet 1914[28].